# Huset Bonaparte
Huset Bonaparte er fransk fyrstelægt (kejserslægt) af italiensk–korsikansk oprindelse.
Huset nedstammer fra Carlo Buonaparte (1746–1785) og Laetitia Ramolino (1750–1836).
Husets to mest kendte medlemmer er Napoleon 1. af Frankrig, der landets statsoverhoved 1799–1814 (og kortvarigt i 1815) (oprindeligt som førstekonsul (fransk: Premier consul de la République), fra 1804 som kejser), og Napoleon 3. af Frankrig, der var statsoverhoved i 1848–1870 (først som prins-præsident (fransk: prince-président), fra 1852 som kejser). .
Siden 1879 har flere efterkommere af Napoleon 1.s lillebror Jérôme Bonaparte og dennes gemalinde Katharina af Württemberg (konge og dronning af Westfalen i 1807–1813) gjort krav på den franske trone. Fra 1997 er Jean-Christophe Napoléon (født 1986) én af tronkræverne.

## Nærtstående linjer

### Huset Beauharnais
I 1796 blev Napoleon 1. gift med enken Joséphine de Beauharnais (1763–1814). Joséphine blev kejserinde i 1804, og Napoleon udnævnte hendes børn fra første ægteskab til kejserlige prinser og prinsesser). Huset Beauharnais regnes for at være en del af den franske kejserslægt.
Fra 1817 og til 1974 havde overhovedet for Huset Beauharnais titlen hertug af Leuchtenberg. Josefine af Leuchtenberg var dronning af Norge og Sverige fra 1844 til 1859.

### Søstrenes linjer
Napoleon 1.s brødre, søstre og svogre blev også kejserlige prinser og prinsesser (fransk: Altesse Impériale, prince français). Det samme blev en morbror (kardinal Joseph Fesch) til Napoleon 1.
Søstrenes og svogrenes nærmeste efterkommere regnes også for at være en del af den franske kejserslægt. Dette selv om de ifølge den saliske lov ikke er en del af Huset Bonaparte.